# Colonial Social Science Research Council
Le Colonial Social Science Research Council (CSSRC) était un groupe d'experts britanniques créé en 1944 en vertu du Colonial Development and Welfare Act 1940 pour conseiller le secrétaire d'État aux Colonies sur le financement de la recherche en sociologie et en anthropologie relative au développement colonial. En 1949, il était présidé par Alexander Carr-Saunders et ses membres étaient Frank Debenham, Raymond Firth, Harry Hodson, Margery Perham, Arnold Plant, Margaret Helen Read, Godfrey Thomson et Ralph Lilley Turner.